# 紅燒乳鴿

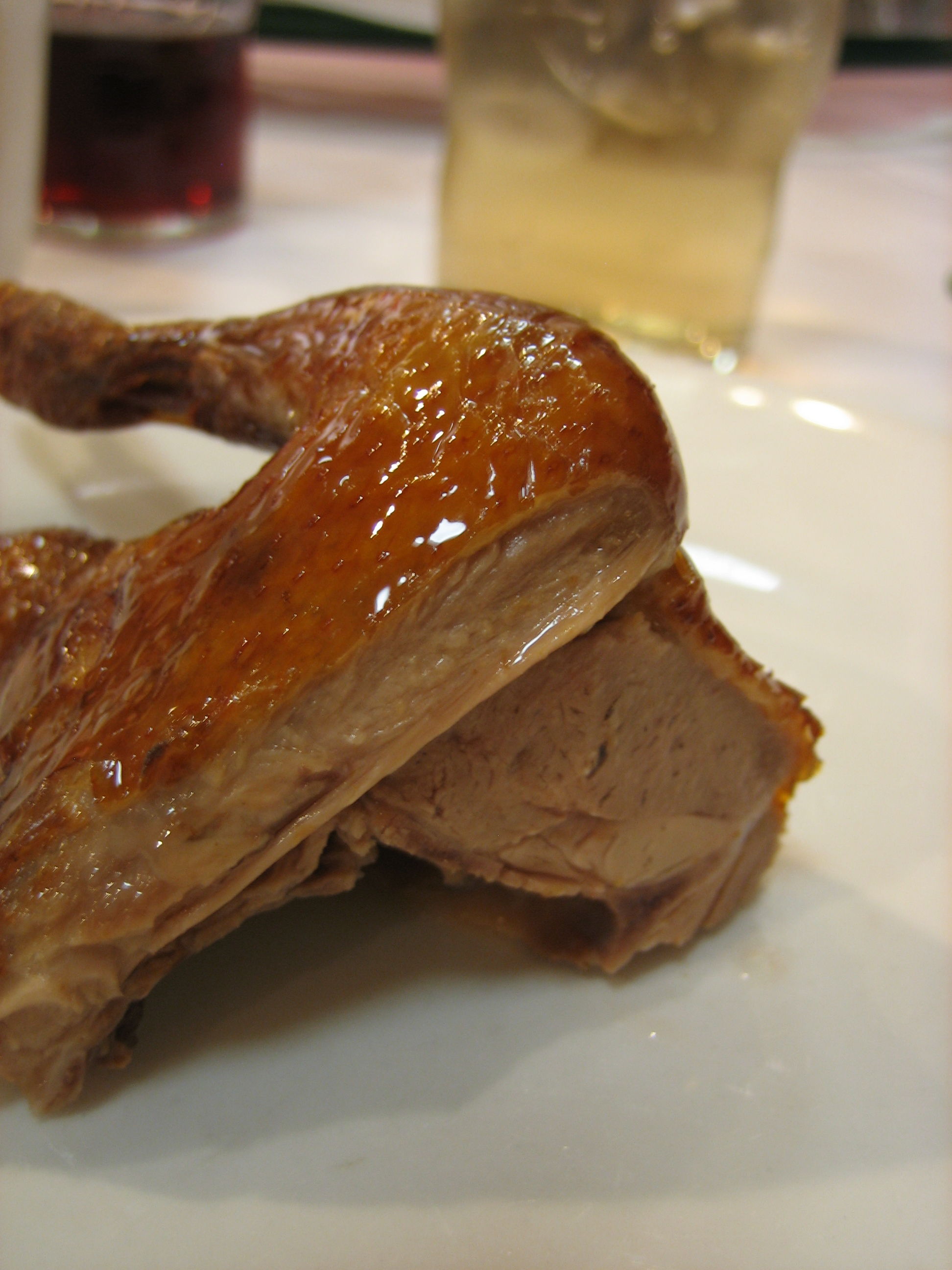
紅燒乳鸽

紅燒乳鸽，簡稱燒乳鸽，是中國廣東的一道粵菜。乳鸽是指未成年的鸽子，其肉質較成年鸽子幼嫰，所以常被用作食材。燒乳鸽與燒鵝或燒鴨的不同之處，是燒乳鸽並不是用爐火烤製，而是以高溫的食油炸熟。乳鸽會先以滷水醃製入味，然後把乳鸽掛起風乾，再把風乾後乳鸽放入滾油炸熟，不但可令乳鸽保持表皮香脆，也可有助排出多餘的油分。由於燒乳鸽皮脆肉嫩，所以受到不少人的喜愛。燒乳鸽營養豐富，但脂肪含量較高，不宜進食過量。
廣東省的燒乳鸽，以中山市的石岐燒乳鸽最著名。香港的太平館餐廳和位於沙田的龍華酒店，其燒乳鸽也甚為知名。而廣州的陶陶居及澳門的佛笑樓，其燒乳鸽也是知名菜式。